# «Чорна каса» Партії регіонів
«Чорна каса» Партії регіонів — документи тіньової бухгалтерії колишньої провладної політичної партії України, що одночасно були оприлюднені журналістами-розслідувачами та колишніми депутами й посадовцями наприкінці травня 2016 року. За попередніми даними у переданих документах описуються виплати на загальну суму близько $2 млрд. У документах зустрічаються прізвища й ініціали, які повністю збігаються з прізвищами колишнього міністра й народного депутата Сівковича, екс-міністра юстиції Лукаш, екс-міністра закордонних справ Кожари, голови ЦВК Охендовського, колишніх і нинішніх народних депутатів України Гєллєра, Миримського, Калюжного, Костенка, Скубашевського, Демидка, Ковалевської, політтехнологів Бондаренка, Мустафіна та Грановського.
У травні 2019 персональний адвокат президента США Дональда Трампа Рудольф Джуліані відмовився їхати до України для зустрічі з президентом Зеленським та назвав підробкою матеріали «чорної бухгалтерії» Партії регіонів. 

## Хронологія пов'язаних подій

### До публікації документів
- Перші документи «чорної бухгалтерії» колишньої провладної політичної партії «Партії регіонів" були опубліковані активістами в лютому 2014 року, після захоплення Самообороною Майдану резиденції колишнього Президента України Віктора Януковича «Межигір'я» під час Революції гідності.[1]
- За заявою Міністра внутрішніх справ Авакова Арсена МВС ще в лютому 2015 року передало 8 мішків архівів Партії регіонів до Генеральної прокуратури України. Документи про які йдеться, були виявлені після пожежі в офісі на Липській.[4]

### Після публікації документів
- Колишній народний депутат України та довірена особа й керівник виборчого штабу кандидата на пост Президента України Віктора Януковича під час переголосування другого туру виборів Президента України в 2004—2005 роках Тарас Чорновіл заявив, що має стосунок до «чорної каси» Партії регіонів і готовий свідчити в НАБУ, незважаючи на те, що його ім'я може з'явитися в цій документації, адже, за його власними словами, він отримував гроші від регіоналів.[5]
- 28 травня 2016 року в ефірі телеканалу «112 Україна» екс-регіонал Володимир Ландік повідомив, що готовий надати Генпрокуратурі докази фальсифікації підсумків виборів у Луганській області та інформацію про злочини екс-глави фракції Партії регіонів у Верховній Раді України сьомого скликання Олександра Єфремова.[1]
- Колишній голова політради «Нашої України» Сергій Бондарчук у коментарі для Радіо «Свобода» підтвердив, що політична партія Наша Україна фінансувалася з боку Партії регіонів.[6]

## Реакції